# دوتپه علیا
دوتپه علیا، روستایی از توابع بخش دوتپه شهرستان خدابنده در استان زنجان ایران است.

## جمعیت
این روستا در دهستان حومه  قرار دارد و براساس سرشماری مرکز آمار ایران در سال ۱۳۸۵، جمعیت آن ۳۰۲ نفر (۵۴خانوار) بوده‌است.